# بورغو ماجيوري
بورغو ماجيوري (بالإنجليزية: Borgo Maggiore)‏  هي بلدية في سان مارينو، تتبع سان مارينو، بلغ عدد سكانها 6٬631  نسمة، في 2013، تبلغ مساحتها 9٫01 كيلومتر مربع، رمزها البريدي هو 47893.

## الموقع
تشترك في الحدود مع:
- سان مارينو المدينة
- فيتانو
- أكوافيفا
- دومانيانو
- فيروكيو
- سرافاله
- فيورنتينو.

## مدن توأم
المدن التوأم:
- الزريق
- تشيوسي ديلا فيرنا.

## أعلام
- مانويل بوجيالي